# Antonín Rýgr
Antonín Rýgr (15. srpna 1921, Kročehlavy – 28. března 1989) byl český fotbalista a fotbalový trenér, československý reprezentant a trenér československé reprezentace.

## Fotbalová kariéra
Za národní tým odehrál 2 zápasy v roce 1948. Dvakrát se stal jako hráč mistrem republiky, v letech 1952 a 1954 se Spartou Praha. V československé a protektorátní lize nastřílel celkem 148 gólů (75 v SK Kladno, 29 v ASO Olomouc, 44 ve Spartě) a je tak členem Klubu ligových kanonýrů.

## Ligová bilance
| Ročník                                     | Zápasy | Góly | Klub                   |
| ------------------------------------------ | ------ | ---- | ---------------------- |
| Národní liga 1941/42                       | -      | 23   | SK Kladno              |
| Národní liga 1942/43                       | -      | 23   | SK Olomouc ASO         |
| Národní liga 1943/44                       | -      | 6    | SK Olomouc ASO         |
| Národní liga 1943/44                       | -      | 14   | SK Kladno              |
| Státní liga 1945/46                        | -      | 15   | SK Kladno              |
| Státní liga 1946/47                        | -      | 15   | SK Kladno              |
| Státní liga 1948                           | -      | 8    | SK Kladno              |
| Celostátní československé mistrovství 1950 | -      | 11   | Bratrství Sparta Praha |
| Mistrovství československé republiky 1951  | -      | 13   | ČKD Sokolovo Praha     |
| Mistrovství československé republiky 1952  | -      | 6    | Spartak Praha Sokolovo |
| Přebor československé republiky 1953       | 6      | 3    | Spartak Praha Sokolovo |
| Přebor československé republiky 1954       | 15     | 11   | Spartak Praha Sokolovo |
| 1. československá liga CELKEM              | 175    | 148  |                        |

## Trenérská kariéra
Po skončení hráčské kariéry se věnoval trenérské činnosti, v letech 1954–1957 vedl československou reprezentaci, krátce pak znovu v roce 1970. V domácí lize trénoval Spartu, Slávii Praha či Sklounion Teplice. Jako trenér se stal vítězem Československého poháru 1977.